# Saint-André-en-Vivarais
Saint-André-en-Vivarais is een gemeente in het Franse departement Ardèche (regio Auvergne-Rhône-Alpes) en telt 235 inwoners (1999). De plaats maakt deel uit van het arrondissement Tournon-sur-Rhône.

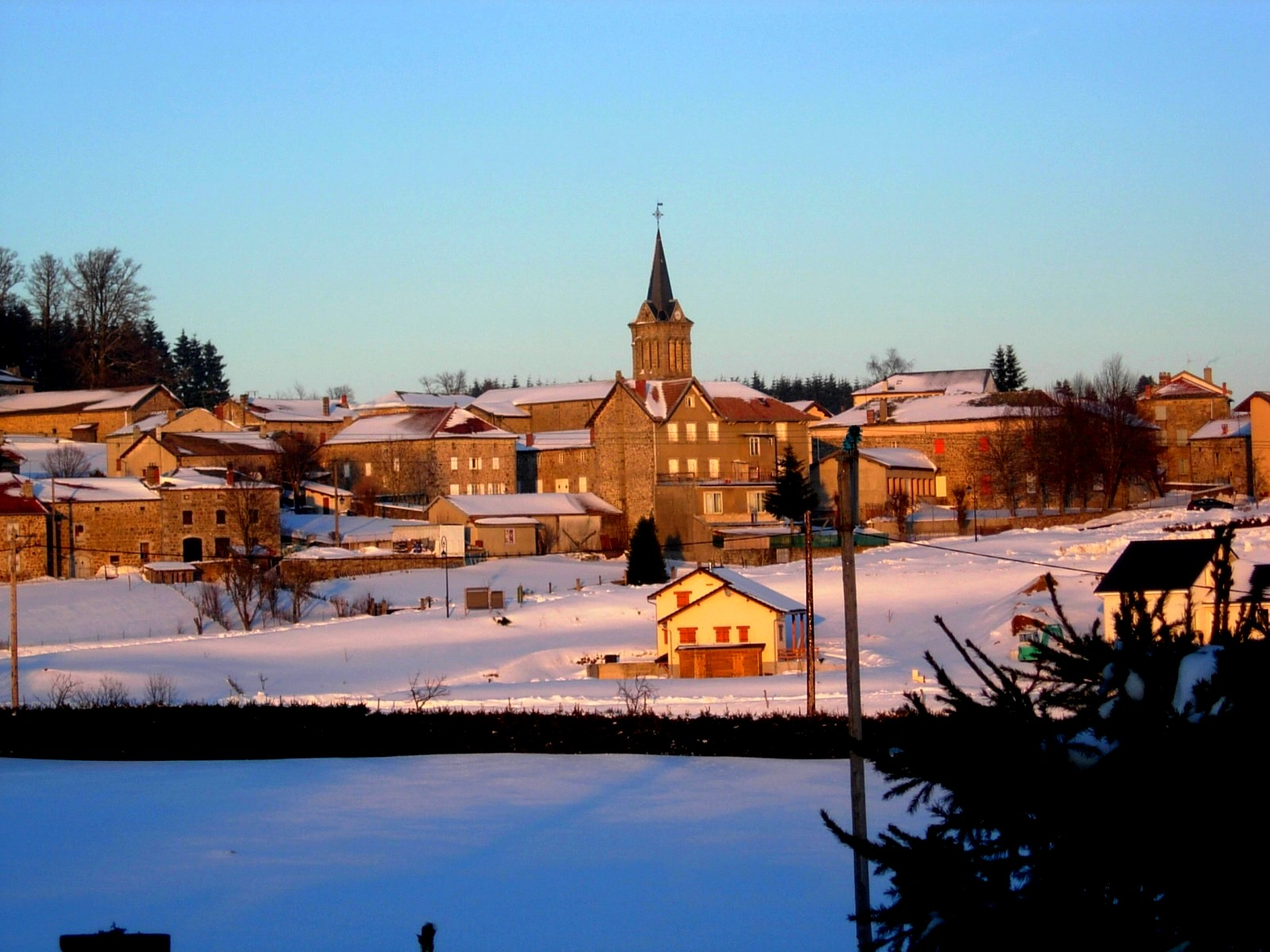
Saint-André-en-Vivarais
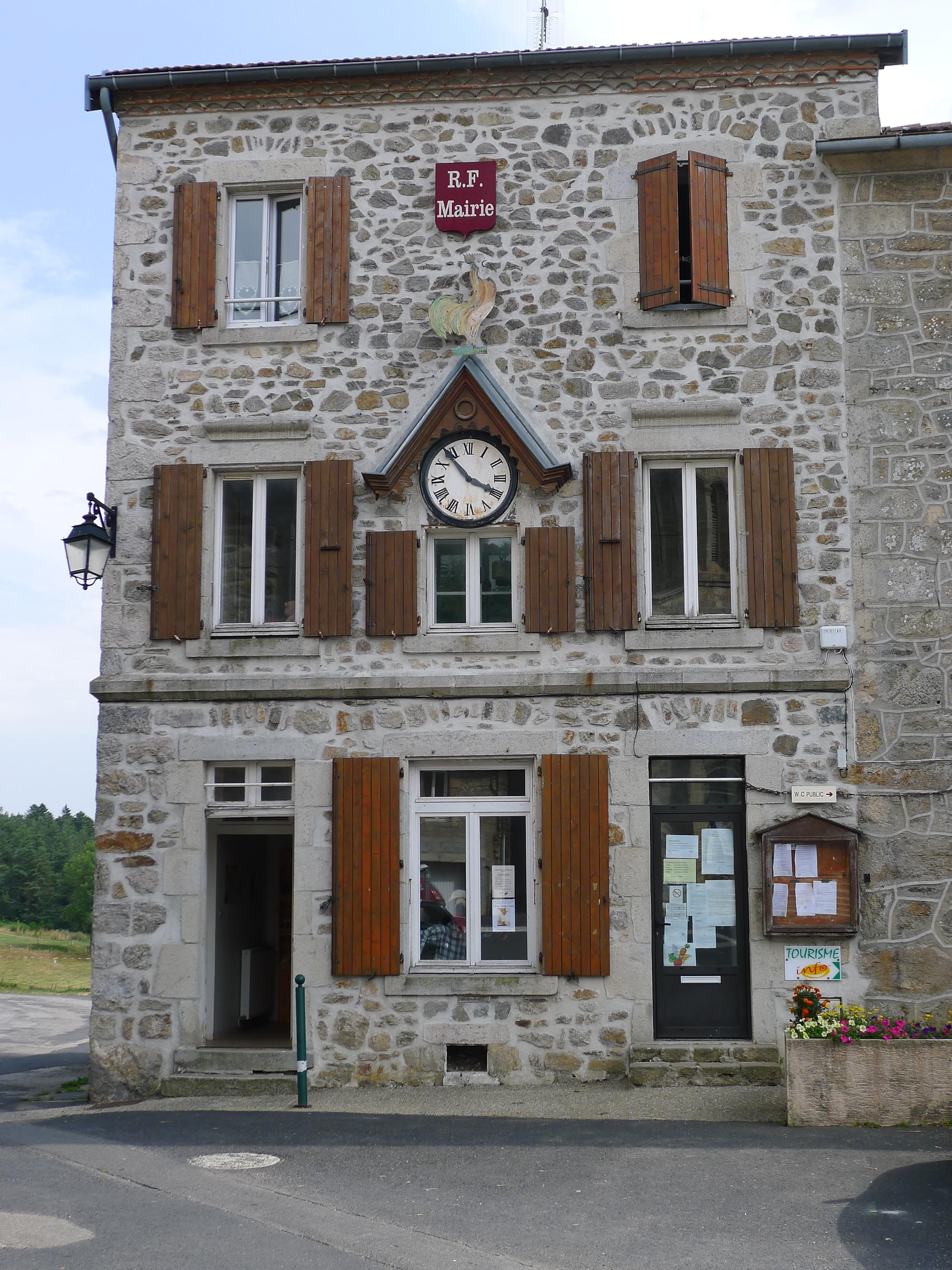
Gemeentehuis

## Geografie
De oppervlakte van Saint-André-en-Vivarais bedraagt 21,3 km², de bevolkingsdichtheid is 11,0 inwoners per km².
Naast het dorp van Saint-André, heeft de gemeente een enclave, die ingesloten ligt tussen de gemeenten Saint-Bonnet-le-Froid, Saint-Pierre-sur-Doux en Rochepaule. Enkele huizen van het dorpje la Chapelle-sous-Rochepaule en van Les Chalayes horen bij Saint-André-en-Vivarais.

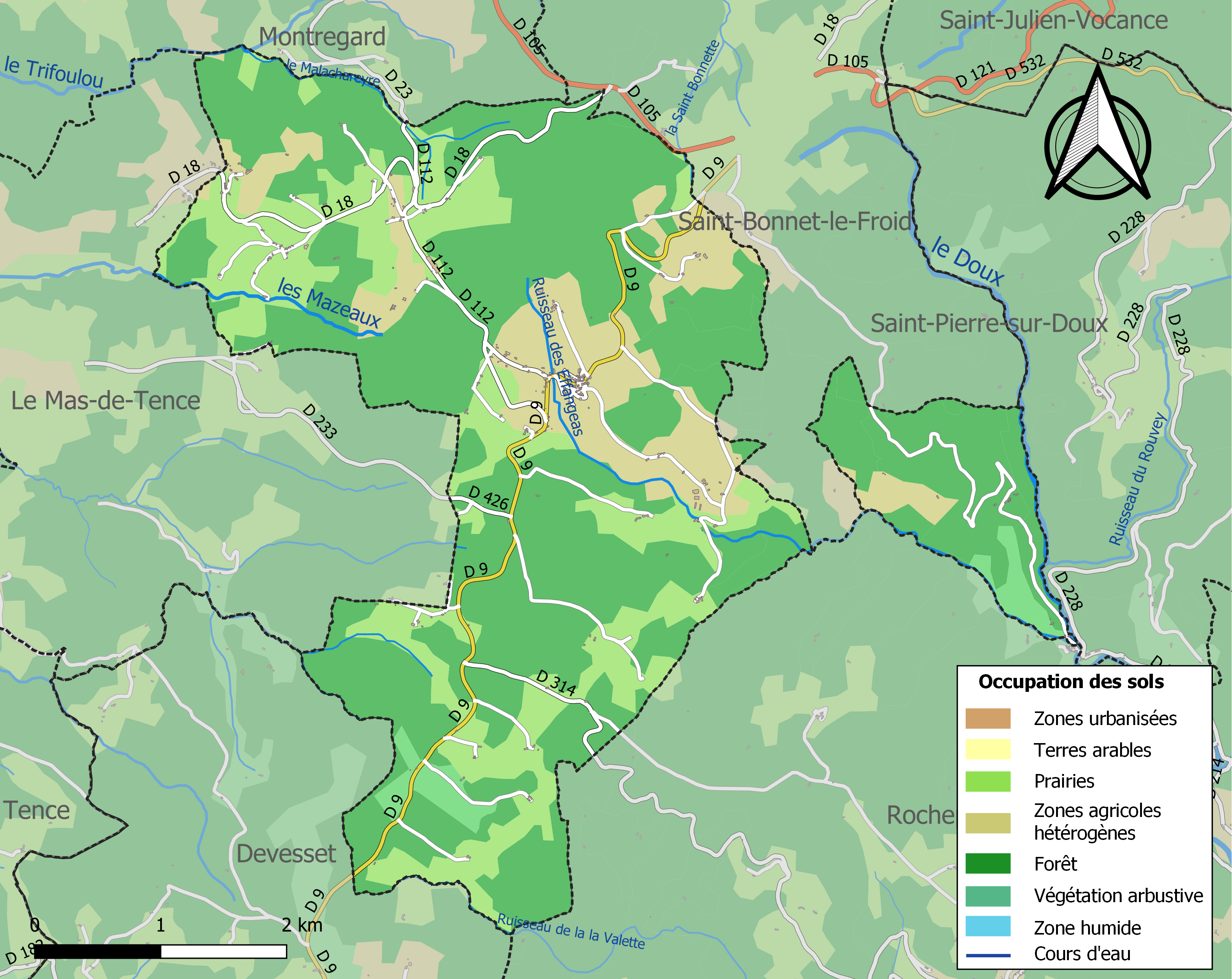
Kaart van de gemeente met belangrijkste infrastructuur, bodemgebruik en omliggende gemeenten

## Demografie
Onderstaande figuur toont het verloop van het inwonertal (bron: INSEE-tellingen).

Vanwege een beveiligingsprobleem met de MediaWiki Graph-software is het momenteel niet mogelijk deze grafiek weer te geven. Zodra de software is bijgewerkt zal de grafiek vanzelf weer zichtbaar worden.